# Языкова Пятина
Языкова Пятина — село, центр сельской администрации в Инсарском районе. Население 328 чел. (2001), в основном русские.

## География
Расположено на речке Медоев (Модаёв), в 18 км от районного центра и 36 км от железнодорожной станции Кадошкино.

## Этимология
Название связано с русским словом пятина, обозначавшим в 17 в. способ земельной аренды, при котором владельцу отдавалась 1/5 часть урожая; определение указывает на принадлежность села помещикам Языковым.

## Население
| 1989 | 2002 | 2010 |
| ---- | ---- | ---- |
| 374  | ↘290 | ↘281 |

## История
Основано в середине 17 в. В «Списке населённых мест Пензенской губернии» (1869) Языкова Пятина (Богоявленское, Барская Пятина) — село владельческое из 118 дворов Инсарского уезда. В 1913 году Языкова Пятина — село из 213 дворов (1237 чел.); имелись церковь, церковно-приходская школа, хлебозапасный магазин, пожарная машина, водяная и 9 ветряных мельниц, 6 маслобоек и просодранок, валяльный завод, кузница, 15 кирпичных сараев, винная лавка. В начале 1930-х гг. были образованы колхозы им. Кирова и им. Куйбышева, в 1960 г. — укрупненное хозяйство колхоз Путь к Коммунизму с1980 колхоз"Рассвет", с 1997 г. — СХПК. В современном селе — основная школа, библиотека, клуб, медпункт, отделение связи, ветеринарный участок. Памятник архитектуры барокко — Богоявленская церковь (1770), построенная в виде ротонды. В конце 19 в. четверик летнего храма и колокольня объединены 3-нефной трапезной. Храм замыкается циркульной апсидой. В объёмной композиции уравновешены ротонда с высоким куполом и возвышающийся над трапезной четверик колокольни, перекрытый 8-гранным шатром. Неоштукатуренные фасады 1-го яруса прорезаны крупными прямоугольными проёмами, звон колокольни и ротонда — арочными. Здания украшены парными пилястрами и широким карнизом. Трапезная перекрыта системой крестовых и сомкнутых сводов. Основные конструктивные элементы сохранились.

## Источник
- Энциклопедия Мордовия, Л. Н. Лапшова, В. Б. Махаев.